# Michel Duvert
Pour les articles homonymes, voir Duvert.
Michel Duvert, né le 28 octobre 1941 à Bayonne, est un anthropologue, bascologue, docteur ès sciences, enseignant, chercheur et écrivain de langue française.

## Biographie
Michel Duvert est initié très tôt à l'anthropologie basque par l'historien Eugène Goyheneche et l'anthropologue Jose Miguel Barandiaran. Ses thèmes de prédilection sont l'habitat, au sens large du terme, ainsi que les pratiques funéraires et la symbolique basques.
Il a toujours conduit ses recherches de terrain au sein de l'association Lauburu (Bayonne) et des groupes Etniker (Bilbao) qui poursuivent l’œuvre de Jose Migel Barandiaran à travers les 7 provinces basques (élaboration de l'Atlas ethnographique du Pays basque). Michel Duvert traduit et fait connaître l'œuvre de ce dernier.
Docteur ès-sciences en biologie animale, Michel Duvert est enseignant-chercheur à l'université Victor Segalen Bordeaux 2. Il a été Président de la Société des Amis du Musée basque de Bayonne, il est actuellement responsable du Bulletin du Musée Basque.

### Anthropologie basque et histoire
- Arcangues, H. Lamant, 1986, 256 pages ;
- Charpentiers basques et maisons vasconnes, avec Xemartin Bachoc, 2001, 206 pages ;
- Des origines du peuple basque, Elkarlanean S.L., 2005, 89 pages,  (ISBN 291315669X) ;
- Euskal populuaren jatorrietaz, 2005, 89 pages ;
- Jean Baratçabal raconte, avec Bernard Decha, Claude Labat, 1998, 443 pages ;
- Mistiko: panoramas sur les montagnes basques, avec Jean-Marie Burucoa, 2002, 159 pages ;
- Trois siècles de vie en montagne basque: Ainhoa, 2004, 397 pages ;
- Urdanka: un jeu de bergers basques en Soule , Arnaud Aguergaray, 1989, 16 pages ;
- Villefranque:étude historique : stèles discoïdales et croix de Villefranque, avec Gilbert Desport, 1986, 77 pages ;
- Voyage dans le Pays Basque des bordes, 2008, 134 pages ;
- Etxea & auzoa, conférence enregistrée sur l'habitat en Pays basque, Ustaritz, 2017:  https://etxeatauzoa.blogspot.com/ ;
- Andere serora, la femme et le sacré dans la civilisation basque, Ekaina, 1991: https://bazkazane.blogspot.com/.

### Traduction
- José Miguel Barandiaran, traduit et annoté par Michel Duvert, Dictionnaire illustré de mythologie basque, Donostia, Baiona, Elkarlanean, 1993, 372 p. (ISBN 2903421358 et 9782903421359).

### Autres
- La Douane, les frontaliers, les éleveurs en Labourd (Pays Basque nord), Etniker Iparralde & Association Lauburu, Bayonne, 2005.

### En biologie
- Premières recherches entreprises sur l'ultrastructure des cellules musculaires de Chaetognathes du genre Sagitta. Compte rendu d'expériences de démonstrations effectuées sur le déterminisme de la mue chez la larve de Calliphora erythrocephala:Rapport de stage oct. 1965-mai 1966, 1966, 34 pages ;
- Contribution à l'étude des fibres musculaires du tronc de Sagitta serosa, 1970, 172 pages ;
- Contribution à l'étude cytologique et cytochimique de fibres musculaires striées chez un invertébré, Sagitta setosa: essais de localisation du calcium, 1975, 236 pages.